# Google TV (servicio)
Google TV es un servicio exclusivo de vídeo bajo demanda operado por Google. El servicio ofrece películas y programas de televisión para su compra o alquiler, según la disponibilidad. Lanzado inicialmente en mayo de 2011 con el nombre de Google Películas y posteriormente renombrado a Google Play Películas y TV tras su integración a Google Play en 2012.
Google afirma que la mayoría de los contenidos están disponibles en alta definición, y se ofreció una opción de vídeo 4K Ultra HD para determinados títulos a partir de diciembre de 2016. Los contenidos pueden verse en dispositivos Android TV o Google TV, en el sitio web de Google Play, o a través de la aplicación móvil en dispositivos Android e iOS. La descarga sin conexión es posible a través de la aplicación móvil.
En septiembre de 2020, la aplicación móvil se renombro a Google TV en dispositivos Android en Estados Unidos, añadiendo la agregación de contenidos a través de los servicios de streaming. El cambio de nombre coincidió con el debut de una interfaz de usuario con el mismo nombre para el sistema operativo Android TV OS en el dispositivo multimedia Chromecast con Google TV. La interfaz de usuario de Google TV está profundamente integrada con el servicio de vídeo de Google TV. En marzo de 2021, se informó a los usuarios de que la aplicación dejaría de estar disponible en junio de 2021 en televisiones que no usarán Android TV OS y los usuarios deberían utilizar la aplicación de YouTube en su lugar. El servicio se extendió a iOS en junio de 2022.

## Características
Google TV ofrece películas y programas de televisión para comprar o alquilar, según la disponibilidad. Google afirma que "la mayoría de las películas y programas de televisión en Google TV están disponibles en alta definición", con una resolución de 1.280×720 píxeles (720p) o 1.920×1.080 píxeles (1080p). Google añadió una opción de vídeo 4K Ultra HD para determinados títulos en diciembre de 2016, y empezó a ofrecer contenidos en calidad 4K HDR en Estados Unidos y Canadá en julio de 2017. Los usuarios pueden preordenar contenidos selectos para que se les entreguen automáticamente en el momento del lanzamiento. Los contenidos alquilados tienen un tiempo de caducidad, que aparece en la página de detalles del contenido.

## Plataformas
En los ordenadores, el contenido puede verse en YouTube a partir de 2023. Sin embargo, la reproducción en HD o 4K puede no estar disponible en PC. 
En los teléfonos inteligentes y las tabletas con sistemas operativos móviles Android o iOS, los contenidos pueden verse en la aplicación móvil de Google TV.
La descarga y visualización sin conexión es posible en los Chromebooks, Android e iOS a través de la aplicación móvil. Los ordenadores con sistemas operativos Microsoft Windows y macOS no pueden descargar contenidos.
Para ver el contenido en un televisor, los usuarios pueden conectar su ordenador a un televisor con un cable HDMI, transmitir el contenido a través del dongle Chromecast, a través de la aplicación YouTube en Amazon Fire TV, Apple TV, PlayStation 4, PlayStation 5, Xbox One, Xbox Series X|S y dispositivos Nintendo Switch, determinados televisores inteligentes de LG y Samsung así como dispositivos Roku, o nativamente en dispositivos con Android TV OS.
En abril de 2021, Google comenzó a dejar de utilizar la aplicación Google Play Movies & TV en los televisores inteligentes Roku, LG, Samsung y Vizio, redirigiendo a los usuarios de estas plataformas a la aplicación de YouTube. La aplicación existente se cerró el 15 de julio.

## Disponibilidad geográfica

Disponibilidad geográfica de Google TV y YouTube

Disponibilidad geográfica de los programas de televisión en Google TV

Las películas en Google TV y YouTube  están disponibles en más de 111 países.
La lista completa de países incluye: Albania, Angola, Antigua y Barbuda, Argentina, Armenia, Aruba, Australia, Austria, Azerbaiyán, Baréin, Bielorrusia, Bélgica, Belice, Benín, Bolivia, Bosnia y Herzegovina, Botsuana, Brasil, Burkina Faso, Camboya, Canadá, Cabo Verde, Chile, Colombia, Costa Rica, Croacia, Chipre, República Checa, Dinamarca, República Dominicana, Ecuador, Egipto, El Salvador, Estonia, Finlandia, Fiyi, Francia, Gabón, Alemania, Grecia, Guatemala, Haití, Honduras, Hong Kong, Hungría, Islandia, India, Indonesia, Irlanda, Italia, Costa de Marfil, Jamaica, Japón, Jordania, Kazajistán, Kirguistán, Kuwait, República Democrática Popular Lao, Letonia, Líbano, Lituania, Luxemburgo, Macedonia, Malasia, Malí, Malta, Mauricio, México, Moldavia, Namibia, Países Bajos, Nepal, Nueva Zelanda, Nicaragua, Níger, Noruega, Omán, Panamá, Papúa Nueva Guinea, Paraguay, Perú, Filipinas, Polonia, Portugal, Catar, Ruanda, Rusia, Arabia Saudí, Senegal, Serbia, Singapur, Eslovaquia, Eslovenia, Sudáfrica, Corea del Sur, España, Sri Lanka, Suecia, Suiza, Taiwán, Tayikistán, Tanzania, Tailandia, Togo, Trinidad y Tobago, Turquía, Turkmenistán, Uganda, Ucrania, Emiratos Árabes Unidos, Estados Unidos, Uruguay, Uzbekistán, Venezuela, Vietnam, Zambia y Zimbabue.
Los programas de televisión en Google TV solo están disponibles en: Alemania, Australia, Austria, Canadá, Estados Unidos, Francia, Japón, Reino Unido y Suiza.

## Historia de la expansión
El servicio se lanzó en mayo de 2011 con el nombre de Google Movies, y se renombró con el nombre de "Google Play" en marzo de 2012. Las películas se introdujeron en Corea en septiembre de 2012, con nuevos lanzamientos de películas en Australia, Canadá, Reino Unido, Francia y España en octubre de 2012; películas en Brasil y Rusia en diciembre de 2012; películas en India y México en marzo de 2013; programas de televisión en el Reino Unido en julio de 2013; y películas en Italia en noviembre de 2013. En diciembre de 2013 se realizó una importante ampliación de películas en 13 nuevos países, y en marzo de 2014 en 38 nuevos países. Posteriormente, se lanzaron películas en Bélgica, Filipinas, Suiza y Uganda en mayo de 2014; películas en Irlanda en julio de 2014; películas en Austria en septiembre de 2014; películas en Bosnia-Herzegovina, Chipre, Hungría, Islandia, Macedonia, Malta, Eslovenia, Taiwán y Ucrania en noviembre de 2014; películas en Indonesia, Malasia y Singapur en julio de 2015; películas en Turquía en marzo de 2016; y películas en Baréin, Egipto, Jordania, Kuwait, Líbano, Omán, Catar, Arabia Saudí, Emiratos Árabes Unidos y Vietnam en noviembre de 2016.